# Carta d'identità di Hong Kong
La carta d'identità di Hong Kong (HKID) è un documento di identità ufficiale rilasciato dal Dipartimento immigrazione di Hong Kong. Secondo l'ordinanza sulla registrazione delle persone, capitolo 177, tutti i residenti di età pari o superiore a 11 anni che vivono a Hong Kong per più di 180 giorni devono, entro 30 giorni dal raggiungimento dell'età di 11 anni o dall'arrivo a Hong Kong, iscriversi per una HKID. Le HKID contengono tra l'altro il nome del portatore in inglese e, se applicabile in lingua cinese. Le HKID non scadono per la durata della residenze a Hong Kong.
La Carta d'Identità Permanente di Hong Kong è la HKID rilasciata ai residenti di Hong Kong che hanno diritto di residenza nella Regione Amministrativa Speciale di Hong Kong. Ci sono all' incirca 8,8 milioni di carte d'identità di Hong Kong in circolazione.
L'attuale HKID, denominata New Smart Identity Card, offre molteplici miglioramenti di sicurezza, durata e funzionalità.

## Carta d'Identità come documento di viaggio
Paesi dove è possibile entrare mostrando solo la carta HKID:  
- Macao [1]
- Albania [2]
- Montserrat (massimo 14 giorni) [3]